# Instituto de Pesquisas Matemáticas de Oberwolfach

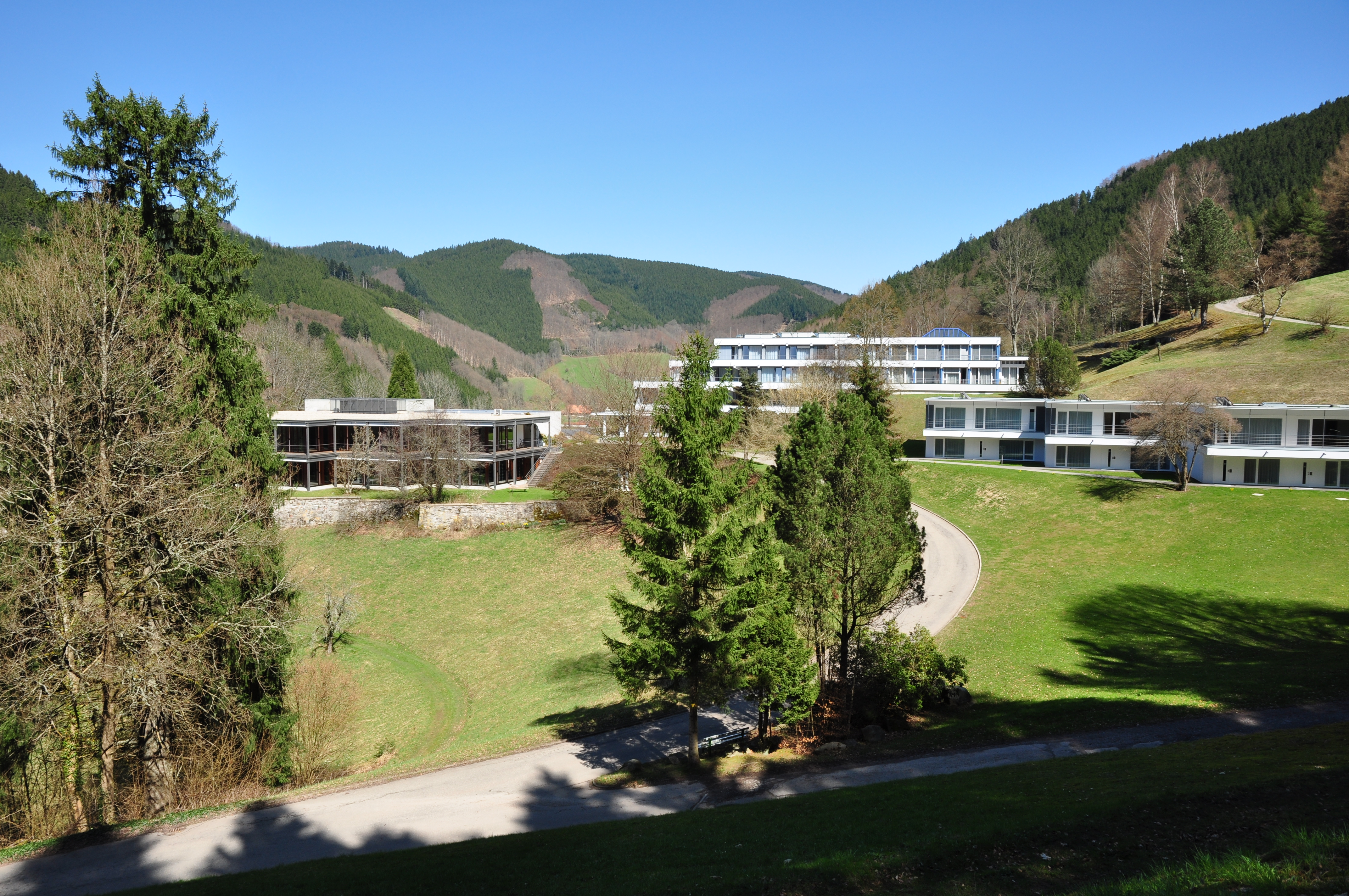
Biblioteca, prédio principal e dormitórios

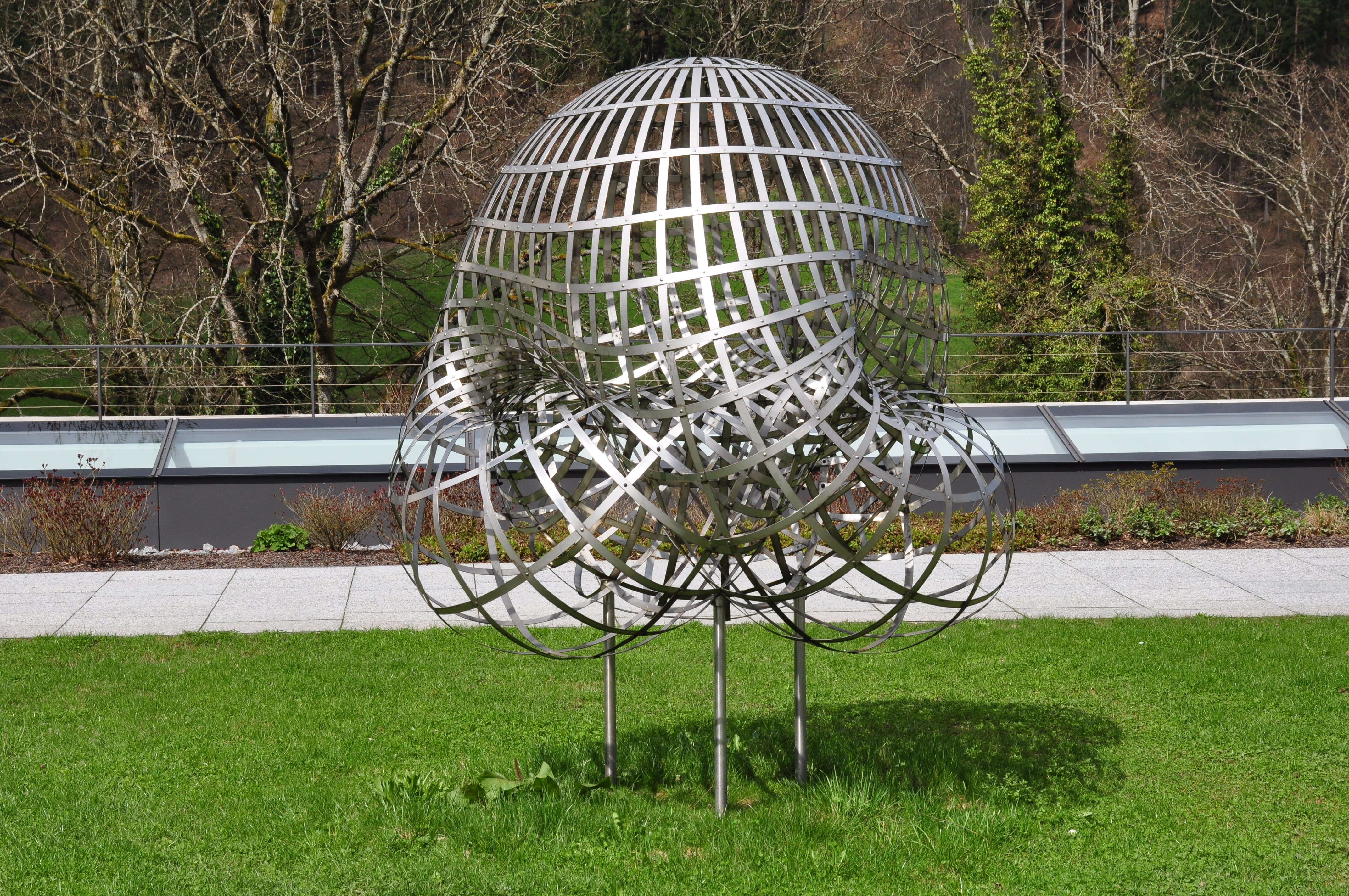
Modelo de uma superfície de Boy, na estrada do instituto

O Instituto de Pesquisas Matemáticas de Oberwolfach (em alemão: Mathematisches Forschungsinstitut Oberwolfach) em Oberwolfach, Alemanha, foi fundado pelo matemático Wilhelm Süss, em 1944. O instituto organiza seminários semanais sobre diversos tópicos matemáticos, reunindo especialistas dos mais diversos países.

## Diretores
- 1944 – 1958 Wilhelm Süss
- 1958 – 1959 Hellmuth Kneser
- 1959 – 1963 Theodor Schneider
- 1963 – 1994 Martin Barner
- 1994 – 2002 Matthias Kreck
- 2002 – 2013 Gert-Martin Greuel
- 2013 – atualidade Gerhard Huisken